# Бьяджини, Ада
А́да Бьяджи́ни (итал. Ada Biagini, 8 июня 1900 — 14 декабря 1944) — итальянская фехтовальщица и киноактриса, призёрка чемпионата мира 1934 года.

## Биография
Родилась в 1900 году в Ливорно, позднее переехала с семьёй в Геную. В 1934 году завоевала бронзовую медаль Международного первенства по фехтованию в Варшаве (в 1937 году Международная федерация фехтования задним числом признала все прошедшие ранее Международные первенства по фехтованию чемпионатами мира).
В 1937 году Ада Бьяджини сыграла одну из главных ролей в кинофильме «Чёрный корсар».